# كورتني هالفرسون
كورتني هالفرسون (بالإنجليزية: Courtney Halverson)‏ هي ممثلة أمريكية، ولدت في 14 يونيو 1989 في مقاطعة أورانج في الولايات المتحدة.

## أعمال

### أفلام
- (2014) غير ودود

## وصلات خارجية
- الموقع الرسمي
- كورتني هالفرسون على موقع IMDb (الإنجليزية)
- كورتني هالفرسون على موقع قاعدة بيانات الفيلم (الإنجليزية)